# 草嶺山
草嶺山，是台灣桃園市大溪區福安里的一座錐狀火山小丘，緊臨慈湖，標高348公尺，設有三等三角點1010號。該山的南、西、北側被大漢溪右岸支流草嶺溪三面環繞。
草嶺山是北台灣最年輕的火山，噴發年代約10多萬年前。